# Marie Luise Syring
Marie Luise Syring (* 1944 in Paderborn) ist eine deutsche Kunstkritikerin und Ausstellungskuratorin.

## Leben und Werk
Marie Luise Syring besuchte ein altsprachliches Gymnasium in Köln und machte nach dem Abitur 1963 eine Ausbildung zur Bibliothekarin. Sie arbeitete zunächst in Berlin, studierte dann 1973 an der Ausländeruniversität Perugia, besuchte anschließend Kurse zur Semiologie von Roland Barthes am Collège de France und Vorlesungen zur Wissenschaftsgeschichte von Michel Serres an der Sorbonne in Paris. Sie war kurzzeitig Privatsekretärin des französischen Museumsdirektors und Kunstkritikers Jacques Lassaigne.
Sie wandte sich der Kunstkritik zu und arbeitete von 1975 bis 1984 als Paris-Korrespondentin für die Zürcher Kunstzeitschrift „du“. Sie konzentrierte sich auf die Beobachtung der aktuellen Kunstszene, beschrieb die französische Kunsttheorie der 1970er bis 1990er Jahre und analysierte den Pariser Kunstdiskurs, der in besonderem Maße von den französischen Strukturalisten sowie zeitweise vom poststrukturalistischen Marxismus und von der Psychoanalyse beeinflusst war. Als freie Kunstkritikerin schrieb Marie Luise Syring für Radio Bremen sowie das „Kunstforum“, „Art Press“, die „Mitteilungen des Instituts für moderne Kunst“, „Spuren“, die „Kunstnachrichten“ und andere Fachzeitschriften für zeitgenössische Kunst.
1985 organisierte sie im Auftrag der „Association Française d’Action Artistique“ (AFAA) eine Ausstellung über die zeitgenössische französische Kunst, war von 1987 bis 1989 Jurymitglied in der Staatlichen Ankaufskommission für zeitgenössische Kunst des „Fonds National des Arts Contemporains“ (FNAC) und 1996 Präsidentin der Jury für die Diplomabschlussprüfungen der École nationale supérieure des beaux-arts de Paris.
1985 wurde sie Wissenschaftliche Mitarbeiterin an der Kunsthalle Düsseldorf, die sie von 1998 bis 2001 kommissarisch leitete. 2001 bis 2006 übernahm sie die Abteilung Kulturelle Entwicklung im Düsseldorfer Museum Kunstpalast.
2001 bis 2010 war Syring Generalsekretärin der deutschen Sektion der Kunstkritikervereinigung Association Internationale des Critiques d’Art (AICA), 2008 bis 2010 Generalsekretärin der internationalen AICA. Von 2013 bis 2016 war sie Präsidentin der deutschen Sektion der AICA.

## Publikationen
- Marcelle Cahn. Vom Purismus zur puristischen Abstraktion, Zürich, Ed Schlégl, 1983
- Kunst in Frankreich seit 1966. Zerborstene Sprache, zersprengte Form, Köln, DuMont 1986
- Jean Michel Alberola. Die Malerei, die Geschichte, die Geographie und …, Düsseldorf, 1986
- um 1968. konkrete utopien in kunst und gesellschaft, Köln, DuMont Buchverlag, 1990
- Bill Viola. Nie gesehene Bilder. Düsseldorf, Verlag R.Meyer, 1993
- François Rouan. Tabuisierte Gärten, Köln, Wienand Verlag, 1994
- Ludger Gerdes, Ostfildern, Cantz Verlag, 1994
- Happy End. Zukunfts und Endzeitvisionen der 90er Jahre, Köln, Wienand Verlag, 1996
- Andreas Gursky. Fotografien von 1984 bis heute, München, Schirmer/Mosel Verlag, 1998
- Metaformen. Dekonstruktivistische Positionen in Architektur und Kunst, Düsseldorf, 1999
- Wolfgang Kliege. Narrativer Minimalismus, in: Kritisches Lexikon der Gegenwartskunst, 2012
- Im Irrgarten der Kunstkritik. Schriften zur Kunstkritik, Bd. 22, Köln/Deiningen, 2012
- Gottfried Honegger. Zwischen Zufall und Askese, in: Kritisches Lexikon der Gegenwartskunst, 2013
- François Rouan. Eine Wirklichkeit aus Fetzen und Flicken, in: Kritisches Lexikon der Gegenwartskunst, 2013
- Claude Viallat. Die Logik der Strukturen, in: Kritisches Lexikon der Gegenwartskunst, 2016
- Verschwommene menschenfreundliche Reden. Beuys in Frankreich, Köln 2021

## Ausstellungen
- Percorsi/Parcours, Maison de la Culture, Rennes, 1984
- Geschichte als Widerstand. Aspekte zeitgenössischer Kunst in Frankreich, Kunsthalle Düsseldorf, Bremen, Karlsruhe, 1985
- ein anderes Klima 2: Künstlerinnen arbeiten mit neuen Medien, Kunsthalle Düsseldorf, 1985
- Rendez-Vous, Künstlerwerkstatt Lothringer Straße, München, 1985
- Jean Michel Alberola. Die Malerei, die Geschichte, die Geographie und …, Kunsthalle Düsseldorf, 1986
- Stephen McKenna, Kunsthalle Düsseldorf, 1986
- um 1968. konkrete utopien in kunst und gesellschaft, Kunsthalle Düsseldorf, 1990
- Skulpturale Ereignisse, Kunsthalle Düsseldorf, 1991
- Bill Viola. Nie gesehene Bilder, Kunsthalle Düsseldorf, Stockholm, London, Lausanne, Madrid, Tel Aviv, 1992–93
- François Rouan. Tabuisierte Gärten, Kunsthalle Düsseldorf, Tokio, 1994
- Ludger Gerdes, Kunsthalle Düsseldorf, Grenoble, 1994
- Happy End. Zukunfts und Endzeitvisionen der 90er Jahre, Kunsthalle Düsseldorf, 1996
- Andreas Gursky. Fotografien von 1984 bis heute, Kunsthalle Düsseldorf, 1998
- Katharina Fritsch/Alexej Koschkarow, Kunsthalle Düsseldorf, 1999
- Metaformen. Dekonstruktivistische Positionen in Architektur und Kunst, Kunsthalle Düsseldorf, 1999
- Grenzsignale, Ausstellung von DAAD-Stipendiaten aus Südamerika in Santiago de Chile, 2003